# 会津の釣り宿
『会津の釣り宿』（あいづのつりやど）は、つげ義春が1980年（昭和55年）5月に「カスタムコミック」（日本文芸社）に発表した25頁からなる短編漫画作品。

## 概要

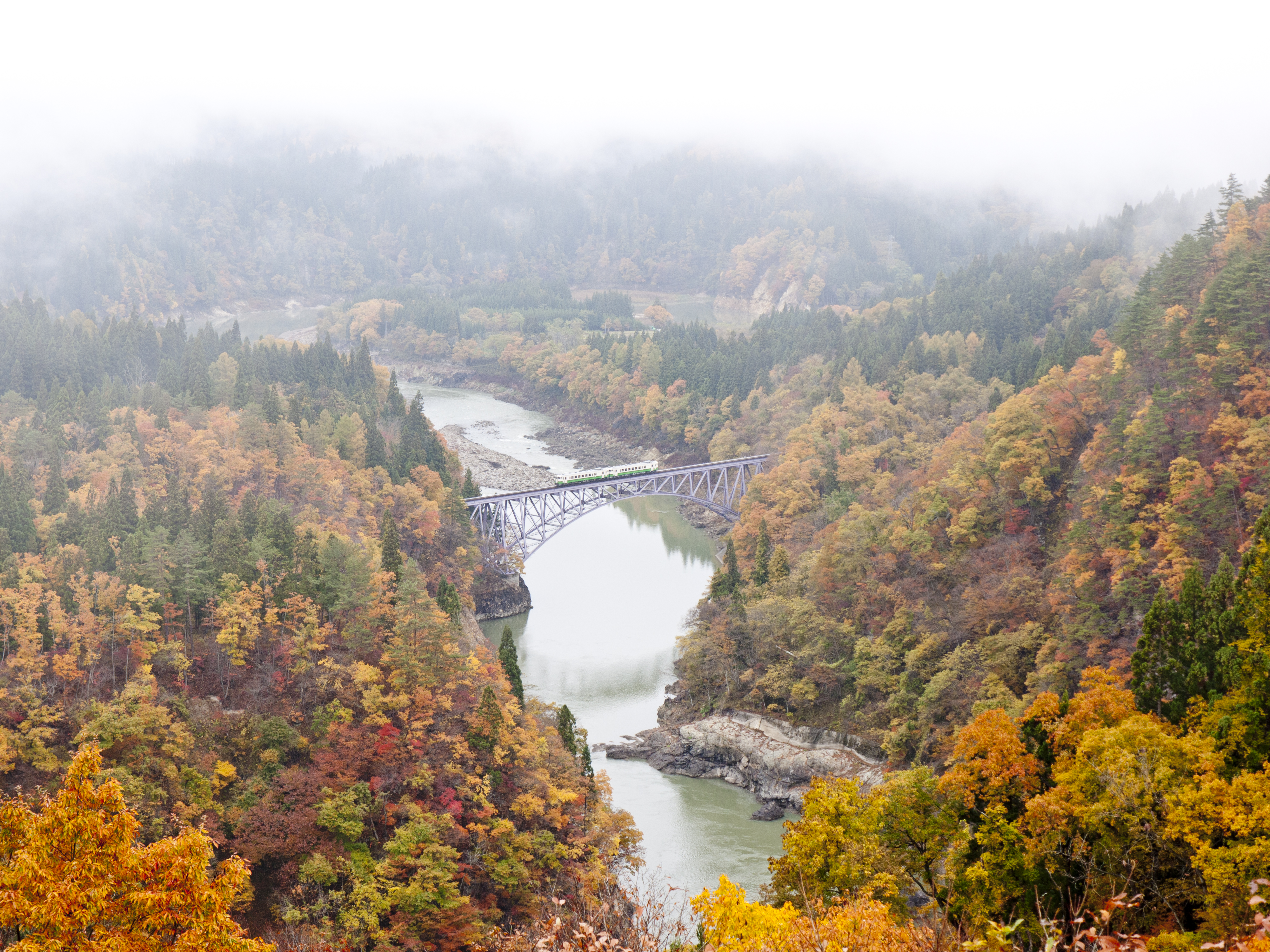
奥会津の風景（只見川と第一只見川橋梁）

作品の冒頭は「旅に出て旅心をくじかれるとつくづく情けなくなる」という文句で始まる。主人公が友人とともに奥会津に釣りに出かけたときの話をユーモラスに描いた作品で、つげ義春の『旅もの』の系列に属する作品であるが、これをもって『旅もの』は終わりを告げる。前作は2ヶ月前に発表した『窓の手』で、再び作風が突然変わる。これについて、つげは権藤晋との対談の中で「ぼくは、表現者意識なんてものはないんですよ」と述べている。
全編にちりばめられたユーモアの卓抜さでは、つげ義春の作品でも類を見ない。ストーリーはつげ義春の全くの空想の産物ではあるが、巨岩が洪水の川を上流に向かって遡流していくという話は、つげが釣りの本の中で読んだもので、激流に流された小石の砂利が岩の下に流れ込むと岩は歯車のように回転しながら、上流へ上っていくのだという。つげは、会津川口という場所へ旅行をした際に、台風で流された大岩を多数目にし、岩に直撃されて土台を無くした床屋を実際に目撃した。自分で撮影した直径2-3mの岩が床屋の裏側に激突している写真を保有しており、その写真をヒントに描いたが、床屋の娘は空想である。のちに床屋の娘のモデルなる女性が実在すると主張する、つげファンの言葉を検証するため権藤は現地を訪れたが、対談でつげはモデルはいないと断言している。しかし、作品中で持ち込んだ酒を隣室に隠したという逸話は実際に体験した話がもとになっており、場所は作品の舞台である玉梨温泉ではなく南会津の木賊温泉であった。旅に同行したのは友人の立石慎太郎である。
作品の最後に、「古い旅の日記をみると、このときの旅は時昭和45年5月27日であった」とある。

## あらすじ

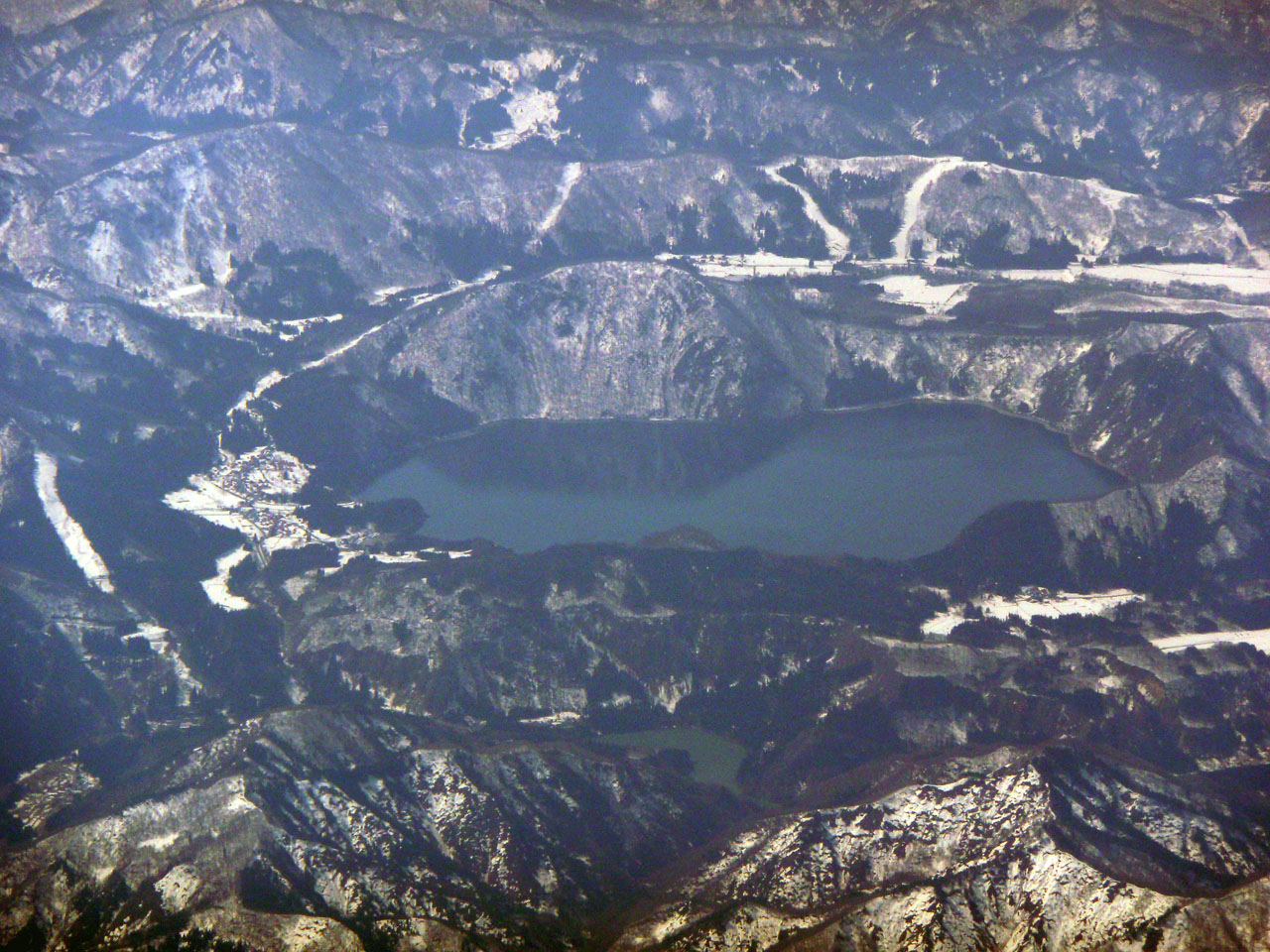
玉梨温泉付近と沼沢湖

主人公の青年は友人と2人で奥会津へ旅をするが、目的の温泉（玉梨温泉）の旅館は洪水のため休業中だった。仕方なく別の民宿に宿を確保し、近くの渓流で魚釣りに興ずるが、釣果はさっぱりである。そこへやってきた地元の人らしき中年男に、彼が釣ったというヤマメを買わされる羽目になる。「大漁大漁!」と誇らしげに宿へ帰ってみると、なんとヤマメを売りつけた男はその宿の主人であった。「ちくしょう、それならこっちにもてがある」と友人は夕食時にバッグからウィスキーを取り出し、飲もうとする。ところがそこへ突然、主人がやってきたのであわててウィスキーをふすま一つ隔てた隣室に隠す。主人は布団の準備をして立ち去ったらしいが、主人が去った後確かめるとウィスキーが空になっていた。千鳥足で食事の片づけにやってきた主人は、2人に向かい酒は一滴も飲めないのだと告げ、うっぷせてしまう。

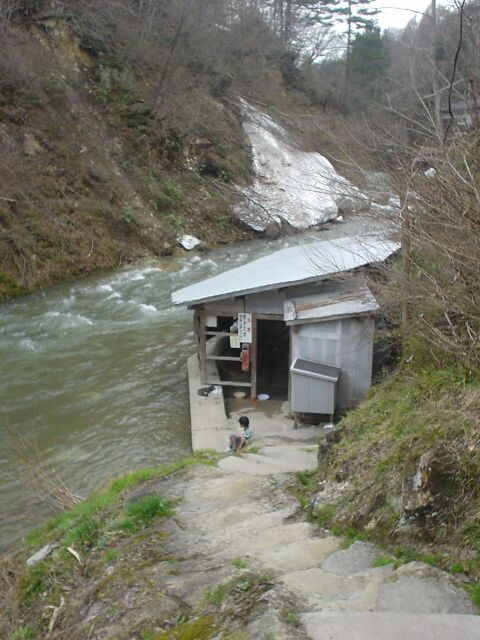
翌日、2人は気分直しに南会津の木賊温泉へ赴く。ラストシーンはこの渓流沿いの露天風呂での入浴シーンとなっている。

夕食後、2人は「沸かし湯の露天風呂」に入るが、主人の説明によるとその露天風呂は洪水の際に流されてきたものだという。しかもその風呂桶は、下流の床屋のもので、洪水の当日にたまたま湯に浸かっていた床屋の娘が裸のままの姿で宿のある場所までたどり着き、主人に助け上げられたというのであった。主人は「自然というものは神秘なものです」と付け足す。
この後2人は、気分直しに木賊温泉へ赴く。

## 玉梨温泉（作品の舞台）
玉梨温泉は只見川の支流の野尻川に面するが、古い文献からは度重なる大洪水により度々その姿を変え現在に至ったことがうかがえ、最近でも2015年9月の台風18号の被害により、一部の旅館の露天風呂が河川の河床が下がったことが原因で使えなくなるなどの水害の歴史がある。これは古くから野尻川に住む河童のせいと伝えられ、文政年間には遊行僧がこの地を訪問した際に村人の困窮を知り、河童退治のために、大石のいくつかに梵字で呪文を刻んで立ち去ったという伝説も残る。旅館恵比寿屋では、この話にちなみ「河童の湯」と命名している。また恵比寿屋にはかつて水木しげるが来館し、日暮れの畦道を家に帰ってゆく河童を描いた大きな水彩画を残している。
かつては玉梨温泉と八町温泉は別の温泉であったが、1969年（昭和44年）の洪水によって源泉が流されるなど壊滅的な被害を受けた八町温泉には現在は八町温泉共同浴場亀ノ湯（混浴）しか残っておらず、2つの温泉地で玉梨八町温泉を名乗っている。八町温泉は、湯の大半を玉梨温泉からの引湯に頼っている。泉質は含二酸化炭素-ナトリウム･カルシウム-塩化物・炭酸水素塩泉で源泉の温度は43.6℃。低張性。神経痛、関節痛、関節のこわばり、筋肉痛、五十肩、運動麻痺、うちみ、くじき、慢性消化器病、痔疾、冷え症、病後回復期、疲労回復などに効能があるとされる。飲泉も可能。

## 収録本
- 「必殺するめ固め」つげ義春漫画集（晶文社 1981年5月30日）
- 「蟻地獄・枯野の宿」（新潮文庫 1999年5月1日）

## 映画作品
2003年（平成15年）、山下敦弘監督により『リアリズムの宿』の題で、つげの『リアリズムの宿』および『会津の釣り宿』を原作として制作された。

## 参考サイト
- 映画『リアリズムの宿』感想/金ゐ國許